# لدائن ذكية

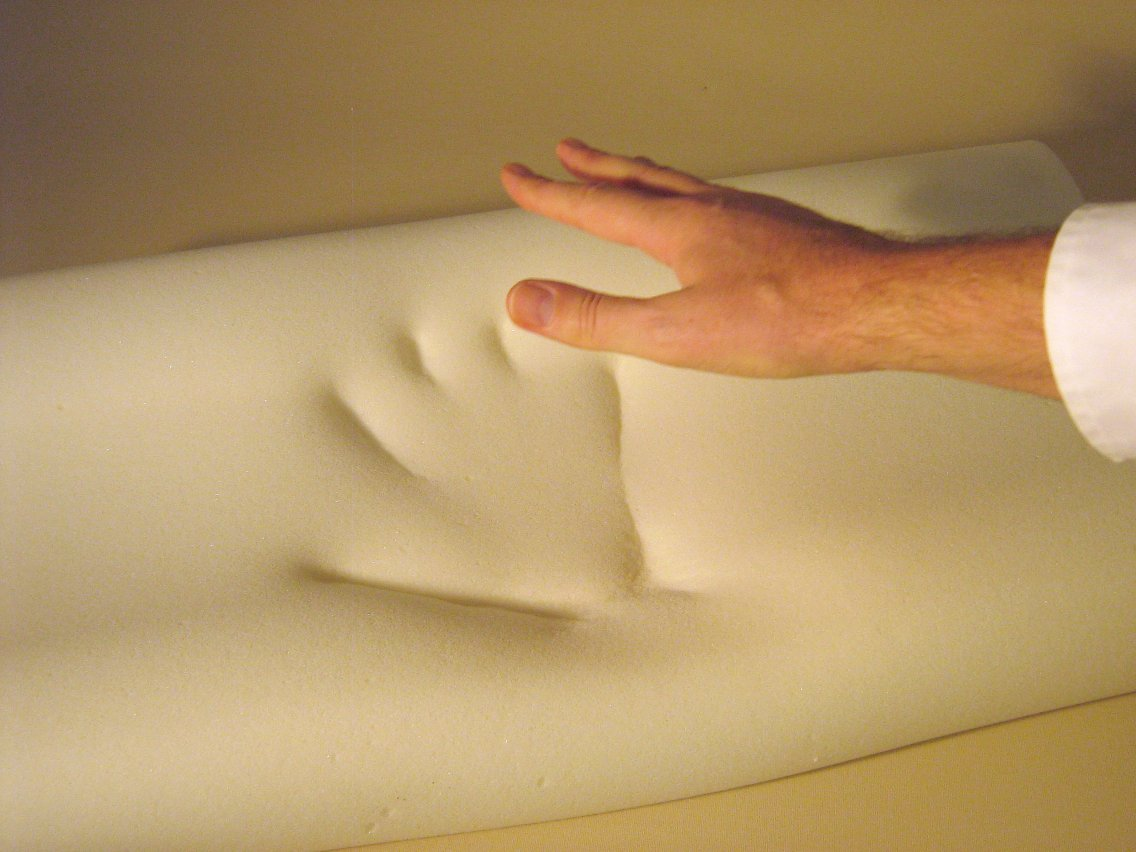

اللدائن الذكية (بالإنجليزية: Shape-memory polymers (SMPs))‏ هي مواد ذكية لها القدرة على الرجوع من حالة التشكيل (حالة مؤقتة) إلى الحالة الأصلية (الدائمة) عن طريق عوامل خارجية محفِّزة مثل التغير في درجة الحرارة.

## تاريخ اللدائن الذكية
يعد البولي نوربنن من أوائل اللدائن ذو ذاكرة الاحتفاظ بالشكل والمكتشفة عن طريق شركة فرنسية في عام 1984. وتم استخدامه تجاريا عن طريق شركة يابنية تحت الاسم التجاري نورسوركس. وهذه المادة تمتلك درجة حرارة التحول إلى زجاج يتراوح من 35 إلى 40 ولكن كان استخدامها في التطبيقات محدود.
مركب البولي ستيرين بيوتاديين تم تقديمه عن طريق الشركة اليابانية بـ درجة حرارة التحول إلى زجاج تتراوح بين 60 إلى 90 درجة حرارة.
كان يعد معظم التطوير والتطبيقات في التسعينات في اللدائن التي تمتلك ذاكرة للاحتفاظ بالشكل متمثل في البولي يورثان المتشكل بالحرارة وكان هناك العديد من الأسباب من أجل ذلك وكان من أهمهم أنه يمكن التحكم في البناء البلوري وبالتالي خواص البولي يورثان. احتمالية أن يمكن التحكم في تغيير درجة حرارة تحول الزجاج يعطي مدى كبير من التطبيقات التي يمكن استخدام اللدائن الذكية فيها. تعد طبيعة البولي يورثان المتشكل بالحرارة سهلا للتشكيل بـ البثق والحقن والتشكيل بالنفخ أو بحلول السباكة المختلفة. البولي يورثان يمتلك مقاومة جيدة للمواد الكيماوية واشعة فوق بنفسجية وصالحيته للاستخدام في الاجهزة التعويضية بالمقارنة مع باقى اللدائن الذكية.

## خصائص اللدائن الذكية
تسطيع اللدائن الذكية الاحتفاظ بشكلين أو في بعض الأحيان على ثلاث أشكال والتحويل بين هذه الأشكال يُستحث عن طريق التغير في درجة الحرارة، كما يمكن تغير أشكالها عن طريق تحفيزها بمجال كهربائى أو مجال مغناطيسى أو الضوء أو بالإذابة. وكما هو حال اللدائن عموما، فإن اللدائن الذكية لها مدى واسع من الخصائص، من المستقرة إلى القابلة للتحلل، ومن اللين إلى الصلابة، ومن المرونة إلى الجساءة، اعتمادا على جزيئات البناء البلورى للدائن الذكية. تحتوى اللدائن الذكية على لدائن حرارية ولدائن تتصلد بالحرارة (متصلة بشكل تساهمى). ومن المعروف ان اللدائن الذكية تستطيع الاحتفاظ بثلاث اشكال أو أكثر في ذاكرتها.
هناك كميتان مهمان يستخدمان للتعبير على تأثير اللدائن الذكية وهما معدل الرجوع الانفعالى ومعدل الثبات الانفعالى. يعبر معدل الرجوع الانفعالى عن قدرة المادة في الاحتفاظ (تذكر) شكلها الاصلى، بينما يعبر معدل الثبات الانفعالى عن القدرة الاقسام المباشرى في الثبات التشكيل الميكانيكى.
{\displaystyle R_{r}(N)={\frac {\varepsilon _{m}-\varepsilon _{p}(N)}{\varepsilon _{m}-\varepsilon _{p}(N-1)}}}
{\displaystyle R_{f}(N)={\frac {\varepsilon _{p}(N)}{\varepsilon _{m}}}}
حيث:
- N : عدد الدورات
- εm : أقصى انفعال تتحمله المادة
- εp(N) وεp(N-1) : انفعال بسيط ناجح على دورتين عندما يكون الإجهاد حر قبل منطقة اجهاد الخضوع

{\displaystyle R_{f}(N)=1-{\frac {E_{f}}{E_{g}}}}
{\displaystyle R_{r}(N)=1-{\frac {f_{IR}}{f_{\alpha }(1-E_{f}/E_{g})}}}
حيث:
- Eg : معامل الوصول إلى درجة الحرارة الزجاجيه
- Er : معامل المرونة
- fIR : سريان لزوجة الانفعال
- fα : الانفعال من t >> tr.

### ذاكرة الاحتفاظ بالشكل الثلاثية
بينما معظم اللدائن التقليدية الذكية تستطيع تثبيت شكلها الاصلى أو المؤقت، سمح التقدم التكنولوجى مقدمة إلى المواد الذكية الثلاثيه.معظم اللدائن الذكية التقليدية تتغير شكلها المؤقت إلى شكلها الاصلى عن درجة حرارة جزئيا ولكن تستطيع المواد الذكية الثلاثية ان تتغير من أول شكل مؤقت عن درجة حرارة انتقال الأولى ثم العودة إلى شكلها الاصلى عند درجة حرارة التنشيط اعلى. هذا يحدث عادة عن طريق خلط ثنائى للدائن الذكية في درجات حرارة انتقال الزجاج المختلفة.

## وصف ذاكرة الاحتفاظ بالشكل المستحثه حراريا
اللدائن التي تحتفظ بالشكل التأثيرى يرى لها أكثر من شكل: الشكل الحالى (المؤقت) والشكل المحتفظ به (الدائم).
يتم تصينع اللدائن الذكية عن طريق الطرق التقلديه، تتغير المادة من الشكل الاصلى إلى المؤقت عن طريق معالجة بالحرارة ثم التشكيل ثم اخير التبريد. تبقى اللدائن الشكلِ المؤقت حتى تغيير الشكل إلى الشكل الدائمِ عن طريق عامل محفظ تنشيطى خارجى. السر وراء هذه المواد تكمن في تركيب شبكتهم الجزيئي، الذي يحتوي على الأقل مرحلتان منفصلتان.
الشكل يظهر تأثير الانتقال الحرارى الأعلى.(درجة الحرارة الابتدائية) تعتبر درجة حرارة الواجبه التي يجب تجاوزها لانشاء روابط متصلة فيزيائية المسئولة عن الشكل الدائم.تعبر القطع المرتبطة - من الناحية الأخرى – لها القدرة على العودة إلى اللين في درجة حرارة الانتقال ومسئول عن الشكل المؤقت. في بعض الحالات تعتبر درجة حرارة الانتقال الزجاجية والاخرى درجة حرارة الانصهار. ينشط تجاوز.(درجة الحرارة الابتدائية) (بينما البقاء تحت (درجة الحرارة الابتدائية) الانتقال عن طريق التلين حيث يسمح للمادة باستئناف شكلها الاصلى (الدائم).تحت (درجة الحرارة الابتدائية)، تعتبر القطع في حد المرونة محدده جزئيا.في حالة اختيار (درجة حرارة الانصهار) لعملية التنظيم للدائن الذكية، عندما يزداد الإجهاد فوق (درجة حرارة الانصهار) يكون بداية الإجهاد المستحث للبلورة انتقال القطع وبعد التبريد تحت (درجة حرارة الانصهار) هذه البلورات المكافئة التساهمية التي تحمى اللدائن من إعادة التشكيلها إلى بنائها الملفوف المعتاد. معدل القطع بين الصلابة واللين بين 5/95 و95/5 , ولكن في الحالة المثالية تكون النسبة بين 20/80 و80/20 .تعتبر اللدائن الذكية عمليا لها العديد من النماذج والمرونة الانسيابيه وطرق التحليل الموجودة.

## تأثير الديناميكا الحرارية لذاكرة الاحتفاظ بالشكل
في الحالة العشوائية، سلاسل اللدائن تعوض بالكامل المسافات العشوائية ضمن الاساس.كما يعبر عن القوة الاحتماليه الملفوفه للبلمرة والموافقة على أقصى درجة تعادل حرارى وعلى الاغلب الحالة العشوائية لحالة الخطية لسلسلة اللدائن.
حيث يمكن التعبير عنها بمعادلة رياضيه
(k = ln W)

حيث:
- k = ثابت بولتزمان [Boltzmann constant]
- w = تمثل القوة

في مرحلة الانتقال من الحالة الزجاجية إلى حالة المطاط المرن عن طريق التنشيط الحرارى، الدورات حول روابط القطع تصبح على نحو متزايد غير معرقل. هذه يسمح للسلاسل بتعويض الممكن، من الجزيئات مكافئة بشكل نشيط بكمية صغيرة من التفكك.نتيجة لكل ذلك، الاغلبية من اللدائن الذكية النتجه من الانضغاط تتكون من حلقات عشوائية بسبب الموافقات التي تصل لدرجة التعادل الحرارى للجزيئات.
في الحالة المرنة للدائن يكون متوسط عدد الوزن الذرى لها أكثر من 20000 تتمدد في الاتجاهات نتيجة لقوى الخارجية. في حالة كانت القوة المؤثرة في مدة زمنية قصيرة، التشابك بين سلاسل اللدائن مع من بجوارها تمنع تحرك السلسلة بقدر كبير، كما تتسعيد جزء بسيط من شكلها بازاله تاثير القوة. اما في حالة كانت القوة المؤثرة كبيرة في مدة زمنية كبيرة وحيث يحدث عملية استرخاء وتشويه غير قابل للتغير البلاستيكى من العنية ويحدث بسبب الانزلاق وحل سلاسل اللدائن. يحدث عملية استرخاء وتشويه غير قابل للتغير البلاستيكى من العنية ويحدث بسبب الانزلاق وحل سلاسل اللدائن.
لحماية من الانزلاق أو تدفق سلاسل اللدائن يتم ذلك عن طريق الارتباط التساهمى سواء كان بطريقة كيميائية أو فيزيائيه.

### الوصلات المتقاطعه الكيميائية لشكل ذاكره البوليمر
الالقيد الاساسي في الخصائص الفيزيائيه للوصلات المتقاطعه لشكل ذاكره البوليمرات هي عدم قلب أو تغيير التشوهات والعيوب الناتجة اثناء برمجه الذاكرة بسبب التغيرات الشكليه الحادثة.
شبكه البوليمر يمكن توليفها بطريقتين اما بمركب من البوليمر متعدد الوظائف مكون من 3 أو أكثر من الوصلات المتقاطعه أو بوصلات تقاطعيه تابعه للفروع الخطية للبوليمر الواحد.
هذه الطرق تكون مواد غير ذائبه تكون متأنقه علي مذيبات معينه.

#### تشابكات البوليورثين
هذه المواد تصنع باستخدام فائض من الديزو سيانيت أو باستخدام تشعبات من عده مواد مثل (الجليكرين أو الثريميثولبروبان).
المقدمة التساهميه للروابط المتقاطعه تطور في التغيرات الشكليه والتدرجات وتزيد في استرجاع درجة الحرارة.
ويمكن للبوليمر عمل كتل من الوصلات المتقاطعه وذلك عن طريق استخدام انهيدريد المليك أو الجليسرين أو ثنائي ميثيل الايزوفيثيلتك وهذه المواد يمكن استخدامها كعامل تشابك للوصلات التقاطعيه.
هذا بالاضافه الي ان 1.5% من الانهيدرايد يعمل علي استعاده الشكل بنسبه 35%الي 65% ويعمل أيضا علي استعاده قوه الشد بنسبه من 3 الي 5 ميجا باسكال.
الشكل بالحرارة، شكل الذاكرة تقتصر عادة على بالحرارة البلاستيك، ويمكن استخدام بعض البوليمرات الحرارية.
المرحلة الصع الألي (5)(%) كروسلينكير (درجة مئوية) (5)(%) والغليسيرول /ثنائي 5-سولفويسوبثالاتي 11–30 90–95 لح «هيدرازيد» الخل 8–13 91–93 60 ألف/الماء كوبوليمر ن، ن ' مكررا-الميثيلين—الاكريلاميد 90 99 الماء/N-فينيل-2-بيروليدوني اثيلينيجليكول ديميثاكريلاتي 90 99 اثيلينيجليكول بما/-فينيل-2-بيروليدوني ديميثاكريلاتي 45، 100 99

## الاضاءه التي تسببها ذاكره البوليمر
الاضاءه النشطة اشكل ذاكره البوليمر تستخدم عمليات تصوير للوصلات التقاطعيه وتصوير الشقوق المتغيره.
صوره الوصلة التقاطعيه تم تحقيقها عن طريق الأطوال الموجيه وذلك عن طريق استخدام طول موجي واحد للضوء في حين ان الطول الموجي الثاني للضوء يعمل علي عكس صوره روابط الوصلات التقاطعيه الاخري.
التاثير الإيجابي هو ان المادة تحول عكسيا بين الالستومر والبوليمر الجسئ، أيضا الضوء لا يغير الحرارة ولكن فقط يعمل علي تغيير كثافه الوصلات التقاطعيه للماده.
وعلي هذا الاساس تم عمل البوليمر علي انه يحوي مجموعات سيناميكيه تثبت داخل مركبات علي هيئه اشكال قدريه بواسطه اضاءه تسمي (نور يو في) تكون أكبر من 260 ن م وبالتالي يتم استعاده الشكل الاصلي للمركب عن طريق البوليمر لل (يو في لايت)و باختلاف الأطوال الموجيه ولكن في النهاية يكون أي طول موجي أكبر من 260 ن م وهذا مثال علي استجابه تحويل الصورة التي تحتوي علي حمض السيناميك.

## النشاط الكهربي لشكل ذاكره البوليمر
الاستخدام الكهربي لتنشيط شكل ذاكره البوليمر مرغوب فيه في كثير من التطبيقات لانه من غير الممكن استخدام الحرارة ومشتقاتها في اعاده البحث.
بعض المسارات المختلفة والجهود المختلفة التي يسلكها التيار الكهربائي تستخدم لتوصيل مركب البوليمر مع انابيب الكربون وهي عباره عن مزيج من الألياف الكربونيه القصيرة وأيضا الكربون الأسود والبودره الكربونيه.
توصيلات ذاكره البوليمر تنتج بواسطه التعديل الكيميائي لاسطح الاللياف الكربونيه في مزيج من مذيبات للاحماض مثل حمض النيتريك وحمض الكبريتيك وهذه الأحماض تضاف بغرض تحسين الروابط البينيه بين ماده البوليمر والمادة الوسيطه (ماده الحشو).
شكل الذاكرة تؤثر علي هذه الأنواع من ماده البوليمر وهي تكون معتمده علي المادة الوسيطه (ماده الحشو) وتعتمد أيضا علي الاسطح المعدله للالياف الكربونيه القصيرة.
هذا التكوين من الاسطح المعدله تعطي طاقة محوله ذات كفاءه جيده وتحسن الخواص الميكانيكية للماده.
عندما أدخلت على البوليمر، يشتغل بعيد من التحولات شكل ممكن. مثال عليهذا ينطوي على استخدام بنسبة ضئيلة بوتيل اكريليت مركب مع جزيئات أكسيد الحديد الأسود في الفترة بين 2 و12٪. كما تم الألياف النيكل وهجين تستخدم مع بعض درجة من النجاح. [14]

## السبائك الذكية في مواجهة اللدائن الذكية
شكل الذاكرة البوليمرات تختلف عن شكل سبائك الذاكرة [17] من قبل التحول الزجاجي، أو التي تمر بمرحلة انتقالية ذوبان من الثابت إلى مرحلة الناعمة التي هي المسؤولة عن تأثير شكل الذاكرة. في شكل سبائك الذاكرة التحولات / الأوستنيتي هي المسؤولة عن تأثير شكل الذاكرة. هناك العديد من المزايا التي تجعل أكثر جاذبية من سبائك ذاكرة الشكل. لديهم قدرة عالية على تشويه مرن (تصل إلى 200٪ في معظم الحالات)، وتكلفة أقل من ذلك بكثير، وانخفاض الكثافة، ومجموعة واسعة من درجات الحرارة الطلب الذي يمكن تكييفها، وتجهيز سهلة، وتوافق مع الحياة المحتملة، والتحلل البيولوجي..
وفيما يلي مقارنه بين بعض الخصائص والاختلافات الرئيسية بين شكل الذاكرة للبوليمر وشكل الذاكرة للسبيكة العادية..
متقاطعه الكيميائية لشكل ذاكره البوليمر=
شكل ذاكره العادية: شكل الذاكرة البوليمر:	وجه المقارنة:الكثافة(جم\سم3) (6-8),	(0,9-1.1) \تمديد التشوه (أكبر من 8%), (يصل الي 800%) حد الإجهاد المطلوب للتشوه (ميجا باسكال)(50-200) (1-3).
انتقال الحرارة (-10-100)(-10-100	).(السرعة المطلوبة) (دقيقه واحده) (ثانيه واحده)
اقل من 1000 درجه سليزيه اقل من 200 درجه سليزيه شروط عمليه المعالجة
تحت ضغط مرتفع تحت ضغط منخفض
	.
150_300 1_3 الإجهاد المتولد اثناء العملية ميجا باسكال.
أكثر من 250 دولا	لكل باوند أكثر من 10 دولار لكل باوند	التكلفة.

## تطبيقات اللدائن الذكية
تعد انابيب التمدد والانكماش واحدة من أهم تطبيقات تأثير ذاكرة الاحتفاظ بالشكل. فعندما يحدث لهذه الانابيب تشكل (تمدد) عند درجات الحرارة المرتفعة ثم عندما يتم تبريدها فإنها تحتفظ بهذا الشكل ولكن إذا تم تسخينها مرة أخرى فإنها تعود إلى الوضع قبل التشكل.
كان من الملاحظ في عام 1997 ان استخدام اللدائن الذكية في تطبيقات محدود للغاية ولكن المؤلفات في ذلك الوقت تشير إلى الحاجة إلى مادة لدنة ذكية وتشمل هذه التطبيقات الاستخدام في مواد ملابس والاجهزة الطبية وفي امتصاص الصدمات وفي وصل المواسير ومانع التسرب. تمتلك هذه اللدائن المحتوية على ذاكرة للشكل على خصائص أخرى مثل النفاذية للرطوبة والحجم النوعى وكذلك معمل الفقد الذين يتغيرون عند درجة حرارة تحول الزجاج. يرجع السبب الرئيسى لتسمية هذه المواد بالذكية إلى تأثير ذاكرة الاحتفاظ بالشكل. وهذه التطبيقات التالى ذكرها في السطور القادمة تعتمد ليس على تأثير ذاكرة الاحتفاظ بالشكل وكن أيضا على تغير خواص المادة في منطقة تحول الزجاج.

### التطبيق الطبى للدائن الذكية
هناك عدد من التطبيقات الطبية الحيوية تعتبر من اليورثينات المتعددة التي تعتمد على اللدائن الذكية التي تحتظ بشكلها. اثنان من خواص هذه التطبيقات تهتم بها العالم الطبى. واحدة منهم ان المواد التي تستخدم فيها تمتاز بالتوافق الحيوى. الميزة الجذابة الأخرى في درجة الحرارة التي تنتقل من خلال الزجاج يمكن ان تصمم على ان تعود إلى شكلها الاصلى وتستخدم في مختلف الأدوات الطبية التي تتصل أو تدخل إلى جسم الإنسان .
العالم اليابانى (هياشى) كان يتحرى عن اللدائن الذكية لعدة تطبيقات طبية مختلفة وكان من نتائج هذه التحريات ان مواد اللدائن الذكية قريبا سوف تستخدم في تصنيع العديد منلقسطرة في الوقت الحاضر تحت التطوير. هذه القسطرة ستبقى متصلبة خارجيا للتلاعب الدقيق من قبل الطبيب، ولكنهم سيصبحون انعم وأكثر راحة داخل الجسم الانسانى. نفس مجموعة الباحثين اعتبرت ان تصنيع الشيالات والشظايا التجربية من مواد اللدائن الذكية التي يمكن ان تتلائم مع متطلبات الفردية. بتسخين مكون ذاكرة الاختفاظ بالشكل إلى اعلى من درجة انتقال حرارة الزجاج وتشكيلها، ويمكن الحصول عليها حسب الشكل المطلوب ثم تثبت بعد التبريد. في التطبيق الأول، اليوريثنات المتعددة التي تعتمد على اللدائن الذكية كانت تستعمل لتصميم مقبض معلقة خاصة، صممت من اجل المعاقين جسديا. في هذا التطبييق، مقبض المعلقة يمكن تسخينها وتشكيلها لاشكال فردية من الايادى وبعد ذلك تشكيلها يتم في درجة حرارة الغرفة لتزويد قدر الراحة وحسب الطلب.
استخدام مواد اللدائن الذكية في التجبيرية وجراحات الأسنان تحت الفحص. يتم استعمال اللدائن الذكية نتيجة لخصائصها مثل نفاذية الرطوبة وفقد الطاقة ومخازن للضمادات والجلود الاصطناعية. منطقة الانتقال في اللدائن الذكية يكون مشابه جدا لجلد الإنسان، ويتم تزويد شعور ناعم طبيعى بالاتصال معه أو زرعه في الجسم الانسانى .
مؤخرا، تم إجراء دراسة الجدوى والتطوير التمهيدى على حلقة من اللدائن الفاتحة الوعائية بذاكرة الاحتفاظ بالشكل كنظام لتوزيع العقاقير. عينات من اللدائن المتصلدة بالحرارة واليوريثنات المتعددة المعتمدة على اللدائن الذكية كانت تصنع بواسطة الحقن ومجال تطبيقات حلقة اللدائن الفاتحة عرضت في قبل المحاكمات .
في الوقت الحاضر تقريبا كل الحلقات الفاتحة المتوفرة بشكل تجارى تصنع من المواد المعدنية. هناك عدة تصميمات لهذه الحلقات الفاتحة الوعائية القليلة المزروعة لدى التطبيقات التاجية بين التي شبكة انبوبية، شق الانابيب والحلزونات.استخدام الحلقات المفتوحة المصنوعة من اللدائن الذكية كنظام توزيع عقاقير يؤدى إلى تخفيض هام في التخثر. التفاوت الحيوى المحسن عموما يتوقع حدوثه عند استعمال مواد اللدائن الذكية الأكثر حيوية. يوجد تطبيق اخر للدائن الذكية، هي استعمالها كخياطة لاغلاق الجرح. تصميم الخياطة الجراحية الذكية اعتبر بشكل مؤقت يمكن الحصول عليه بتطويل الليف بالتحكم في الإجهاد. هذه الخياطة تطبق بشكل طليق في شكلها المطول مؤقتا. عندما تترفع درجة الحرارة اعلى من درجة حرارة انتقال الزجاج، فان الخياطة تنكمش وو بشد العقدة تطبق القوة القصوى. مواد اللدائن الذكية يمكن ان تستعمل في تشكيل الأدوات الطبية المختلفة والمنتجات التشخيصية كعناصر من الطعوم الوعائية تضاف إلى مكونات منظمات القلب القلبية والقلوب الاصطناعية. المعادن الذكية الحالية مثل النيكل والتيتانيوم تستعمل كمكونات للادوات المختلفة وتزود متوسط ادخال المواد الرفيعة، ويتم ربطها مثل الاداة، ويحتوى على ابرة صغيرة تشبه الغلاف من خلال الشق الصغير. هذه الاداة يمكن ان تستعيد اشكال أكثر تعقيدا عند حالة الإزالة.
مواد اللدائن الذكية لها قابلية عالية على التغليف يمكن ان تدخل خلال الشق الصغير أو الطر يق الغير متدخل بالقسطرات ويستعيدان شكلهم الاصلى بعد ذلك من قبل حرارة الجسم وبعد ذلك يبقيان هناك رغبا في اداء الوظيفة.
تمثل الحلقة الفاتحة المصنوعة من اللدائن الذكية أيضا بديل ابداعى إلى الحلقة الفاتحة التقليدية بسبب اقل سعر للتصنيع إذا ما قورن بمعدن الحلقات الفاتحة. تصنيع الحلقات الفاتحة المصنوعة من اللدائن الذكية يتم بواسطة تشكيل الحقن أو النتوء أو تقنية الاطلاء من المحلول اللذان يضمنانا الإنتاج الاقتصادى. عند مقارنة إنتاج الحلقات المعدنية المفتوحة بالطرق التقليدية وبطريقة الشق باستخدام الليزر، نجد ان تكاليف الإنتاج اقل باكثر من %50 .

### مواد صناعة الاقمشة
تتغير النفاذية لبخار الماء في اللدائن ذات ذاكرة الاحتفاظ بالشكل (الذكية) عند الاقتراب من الشكل الزجاجى. هذه الخاصية تم استخدامها في تصميم الاقمشة القابلة للتنفس وتشمل ملابس المطر وفي فرش الاحذية. لحسن الحظ فإن طلاء البولى يورثان الذي أوجد مقاومة الماء والذي اضاف في إنتاج ملابس المطر. تزداد نفاذية بخار الماء لهذه الطلاءات عندما يتم تسخينها إلى درجة حرارة طور التحول. هذه الاضافات زادت قاباية التنفس في درجات الحرارة العالية وطورت الشعور بالراحة عند ارتداء هذه المتعلقات.

### امتصاص الصدمات
تم استخدام اللدائن الذكية كطبقة لامتصاص الصدمات في المواد المركبة المقواة بالفيبروعن طريق التحكم في درجة الحرارة للمادة المركبة فان خاصية امتصاص الصدمات ممكن ان تتغير. يمكن استخدام البولى يورثان المحتوى على اللدائن الذكية (درجة حرارة التحول إلى زجاج =40 درجة) تم ادخاله مع مركب الكربون والفيبر. الكربون والفيبر تم استخدامهم لتسخين اللدائن الذكية والتحكم في خاصية الامتصاص في المركب. يتم استخدام المركب المحتوى على اللدائن الذكية عالى الكثافة من الفيبر في مواد البناء ذات التكيف للاهتزازات النشطة وأيضا في التحكم بالشكل.

### المواد الانشائية
تم التاكد من قابلية استخدام اللدائن الذكي في شكل فوم الحوائط المفتوحة بسبب قلة الوزن والحجم وأيضا التكلفة وهذا المبدا تم تسميته (الذاكرة المرنة نتيجة الاحتفاظ بالبرودة). وهناك العديد من المزايا وهي قلة الوزن وحجم التخزين والاعتمادية العالية وقدرة عالية على امتصاص الصدمات وسهولة التصنيع ومقاومة للاشعاعات وأيضا عزل حرارى وكهربائى. العيب الواضح ان الاستعداد يحتاج إلى مصدر حرارى. يتم استخدامهم في بناء نظام الاتصالات الارضية وفي الفضاء كما في مكوك الفضاء.
تدل التحقيقات المتتابعة في تأثيرنوع خاص من الفوم على انها تتمدد إلى الحالة الاصلية في تقريبا 4 أيام وهذا يرجع إلى درجة حرارة التخزين للفوم القريبة من درجة حرارة التحول إلى زجاج للتخلص من كل حركات ميكرو- براونين مع حدوث ارخاء للانفعال المؤثر. هذه النقاط خارج اهمية اختيار المواد ذات ذاكرة الاحتفاظ بالشكل عند درجات التحول والتي تضمن انها ستؤدى كما متوقع في مدى درجات الحرارة لهذه التطبيق.
عرض لينغ استخدام الفيبر المقوى مع اللدائن الذكية لزيادة الجساءة وقدرتها على تحمل الإجهادات العالية مما يسمح استخدامها في كراسى التحميل في المواد الانشائية. تم إجراء عدة تجارب في الوقت الحالى على اللدائن الذكية المقواة بالكربون حيث وجد ان هذا المركب يمكن استخدامه في تطبيقات الفضاء وتم إجراء هذه الاختبارات بسبب رغبة وزارة الدفاع الأمريكية ووكالة ناسا إلى مركب متوفر على الأرض ويمكن تخزينه وارساله إلى الفضاء لاستخدامه في كجمالونات في البناء. لاعداد هذه النماذج التجريبية فان المادة المركبة يتم تسخينها وتشكيلها ثم يتم تبريدها مع وجود التشكل حتى يثبت على نفس الشكل.
يتم تصنيع الجمالونات الغير المستوية المستخدمة في تطبيقات الفضاء من اللدائن الذكية كأساس ومقوى بالفيبركربون ووضحت نتائج الاختبارات ان هذه لجمالونات أفضل من الجمالونات المستخدمة حاليا.

### تطبيقات أخرى
تم التحقق من انه يمكن استخدام اللدائن الذكية في فك المنتجات الالكترونية وكان هذا جزء من تقليل التكلفة الكتعلقة بإعادة تدوير المنتجات الالكترونية بعد انتهاء عمرها الافتراضى.كما ان يمكن استخدام اللدائن الذكية أيضا في التليفونات المحمولة من خلال مسامير يتم تنشيطها عند تسخينها إلى درجة حرارة اعلى من درجة حرارة التحول إلى زجاج.

### التطبيقات الحربية
هناك العديد من التطبيقات للدائن الذكية في مجال الدفاع. الفوم ذو ذاكرة الاحتفاظ بالشكل يمكن استخدامه لتصنيع الاجزاء التي تتميز بخفة الوزن وتشغل حيز اصغر ويسهل نقلها. في اثناء الحرب، يمكن برفع درجة الحرارة الحصول على الشكل الاصلى للجزء. هذه الخصائص التي تمتاز بها اللدائن الذكية جعلها مواد جذابة للاستخدام في تطبيقات الفضاء حيث ان الاجزاء التي يتم تصنيعها على الأرض ثم يتم عليها عملية تشكل وغالبا تكون لجعله مضغوط وارساله إلى الفضاء وعند التأثير عليه بالحرارة يعود إلى شكله الاصلى. اللدائن المتشكلة بالحرارة وأيضا اللدائن المتصلبة بالحرارة والتي تحتوى على ذاكرة للاحتفاظ بالشكل والمقواة بالفيبر يمكن استخدامها في تطبيقات الفضاء.

## الخلاصة
اللدئن الذكية هي نوع من المواد الذكية أو التكيفية التي تعرض بشائر للامل في العديد من التطبيقات. هذه بشائر الامل تعتمد على الخواص التي تميزهم عن غيرهم من المواد الذكية مثل السبائك الذكية وخزف. إذا تم مقارنة السبائك الذكية باللدائن الذكية فنجد ان اللدائن الذكية خفيفة الوزن، قادرة على تحسين الإجهاد مائة بالمائة، يمكن تصنيع اللدائن الذكية بواسطة استخدام تقنية المعالجة المتعارف عليها دوليا، رخيصة الثمن، ويعتبر عوازل كهربية وحرارية.
ان المعامل المنخفض للدائن الذكية يعتبر عائق في بعض التطبيقات. على اى حال فان يراد إجراء تحسينات على اندماج تعزيز ألياف. الكتلة الصغيرة والإحجام الصغيرة من رغو ذاكرة الاحتفاظ بالشكل تجعلهم مواد جذابة للدفاع وتباعد التطبيقات. يمكن تصنيع الاجزاء بشكلهم المعدل (في حالة الضغط عموما) وبعد ذلك يتم ارجاعها مرة أخرى في المجال أو الفضاء.
اللدائن الذكية وجد لها تطبيقات في الأدوات الطبية مثل الشظايا ’ المشابك الجراحية ’ والقسطرات الداخلية. كل واحدة من هذه التطبيقات لها امكانية لتحسين الخط الأول في العناية الطبية بالجنود في مجالاتهم.
اللدائن الذكية ومركبات اللدائن الذكية المقواة بالفيبر تسعى إلى السيطرة على الاهتزاز والسيطرة على الشكل .
تطوير اللدائن يستند إلى الخواص المضبوطة وامكانية ربط الخواص للدائن الذكية يجب ان يوديا إلى زيادة تطبيقاتهم .
نماذج الدنياميكا الحرارية الخطى واللا خطى تطور ليوصف استجابة اللدائن الذكية. هذه النماذج مفيدة لتصميم عناصر من اللدائن الذكية التي تتم بها تسحين للإجهاد بكمية كبير، وقوة تحسن، ودرجات الحرارة الأعلى أو الاقل التي يتم عليها العمل تصبح معروفة .